# Кшижувки (Великопольське воєводство)
Кшижувки (пол. Krzyżówki) — село в Польщі, у гміні Козьмінек Каліського повіту Великопольського воєводства.
Населення — 299 осіб (2011).
У 1975-1998 роках село належало до Каліського воєводства.

## Демографія
Демографічна структура станом на 31 березня 2011 року:
|          | Загалом | Допрацездатний вік | Працездатний вік | Постпрацездатний вік |
| -------- | ------- | ------------------ | ---------------- | -------------------- |
| Чоловіки | 144     | 40                 | 91               | 13                   |
| Жінки    | 155     | 33                 | 89               | 33                   |
| Разом    | 299     | 73                 | 180              | 46                   |